# Eddie Lund
Eddie Lund est un pianiste, auteur-compositeur de variétés polynésiennes, fondateur et membre principal du groupe Eddie Lund and His Tahitians. Il est né le 12 octobre 1909 à Vancouver aux États-Unis et mort le 4 décembre 1973 à Los Angeles aux États-Unis.

## Biographie
Eddie Lund naît et grandit à Vancouver, dans l'État de Washington, aux États-Unis, avant de s'établir à Portland en Orégon où il travaille comme pianiste. Il visite Tahiti une première fois en 1936. Il y passe un mois et tombe immédiatement sous le charme de l'endroit, des gens et de la musique. Il rentre à Portland et retrouve son travail de pianiste, épargne et repart à Tahiti en 1938 pour s'y établir de façon permanente.
Il se met rapidement au français et au tahitien. Il obtient une place régulière de musicien d'orchestre au Quinn's, boîte de nuit légendaire de Papeete restée en activité jusque dans les années 1970,. Il commence à composer à partir de 1943, en incorporant des mélodies et des rythmes locaux à ses propres créations qui sont aussi influencées par le ragtime ou le foxtrot de ses débuts aux États-Unis. En 1950 au Quinn's, il croise Yves Roche, auteur-compositeur et producteur de musique polynésienne. Yves Roche deviendra un des principaux producteurs à rééditer sous forme de compilations des morceaux d'Eddie Lund sous le label Manuiti, quand les enregistrements passeront en format numérique à partir des années 1990. En 1950, Eddie Lund fait aussi la rencontre à Papeete du célèbre romancier et écrivain voyageur américain James A. Michener, qui évoquera cet épisode dans son livre "Return to Paradise" publié la même année.
Eddie Lund crée le groupe Eddie Lund and His Tahitians et sort un premier album en 1954. Eddie Lund and His Tahitians, qui est aussi connu sous les noms de Eddie Lund and His Native Tahitians, Eddie Lund et Ses Tahitiens, Eddie Lund et His Tahitian Orchestra, Eddie Lund et Son Orchestre Tahitien, L'Orchestre Eddie Lund, The Eddie Lund Tahitian Singers ou encore The Tahitiens, se spécialise dans la musique polynésienne et hawaïenne. C'est à cette époque qu'il acquiert une grande popularité en Polynésie, le succès ne le quittant plus tout au long des années 1960. Il développe un style de musique joyeuse et entraînante, typique de l'époque, qui mêle des sonorités polynésiennes, hawaïennes ou américaines. Le groupe a sorti de nombreux albums sur des labels anglais et américains, Decca Records et ABC-Paramount, sur un label néo-zélandais Viking Records (en) et sur des labels tahitiens.
Son succès dépasse de loin la Polynésie française. Le magazine Billboard rapporte même le 30 juin 1958 que la seule musique tahitienne jouée à New York est celle d'Eddie Lund. En effet, par ses origines américaines, il a pu maintenir de nombreux contacts dans l'industrie musicale hawaïenne et bénéficier de l'engouement que ce genre a connu dans les années 1920 à 1960 aux États-Unis, période où les Américains faisaient la découverte de leur façade maritime sur le Pacifique. En particulier, il a été soutenu par un producteur important de musique hawaïenne, Michael H. Goldsen (1912-2011),, qui dirige Criterion Music Corporation, avec qui il signe un accord de distribution. En 1965, James A. Michener constitue une compilation de ses chansons et musiques préférées du Pacifique intitulée "James Michener's Favorite Music Of The South Sea Islands" et produite par RCA Victor, dans laquelle il sélectionne des titres d'Eddie Lund.
Eddie Lund a écrit et composé des centaines de chansons et arrangé et enregistré des dizaines de disques. Une grande partie de ce qui est considéré aujourd'hui comme des classiques de la musique tahitienne a été écrite et composée par Eddie Lund. Il est par exemple l'auteur et le compositeur de la chanson "Mauruuru A Vau", qui est une chanson d'adieu connue de tous les Polynésiens et qui accompagne une fin de soirée ou le départ d'un être cher. Eddie Lund a été parfois surnommé le "Tahitian wonder boy" et qualifié d'Irving Berlin de la musique des îles et de père de la musique folklorique tahitienne moderne.
Eddie Lund décède à Los Angeles aux États-Unis. Il est transféré à Papeete où il est enterré. En 2001, la poste de Polynésie française émet un timbre commémoratif en hommage à Eddie Lund dans la série "Célébrités de la chanson polynésienne". En 2014, il est fait don à la mairie de Papeete du piano du Quinn's sur lequel Eddie Lund joua et composa bon nombre de ses succès.

## Influences, collaborations et contributions musicales

### Influences
- Musique polynésienne
- Musique hawaïenne
- Musique américaine (ragtime, foxtrot)

### Collaborations
Eddie Lund a écrit et composé pour des dizaines de chanteurs polynésiens qu'il a le plus souvent accompagnés avec ses orchestres. Il a eu par exemple des collaborations très régulières avec Esther Tefana, les frère et sœur Teaitu (1928-2013) et Marie Mariterangi (1926-1971) ou les sœurs Mila (1935-2017) et Loma Spitz, qui eurent tous de grands succès entre les années 1950 et 1970. Il a aussi composé pour Les Barefoot Boys, groupe qui commence sa carrière dans les années 1960 et dont l'un des membres était Gabilou.

### Contributions
Eddie Lund fut avec Gaston Guilbert (1907-1992) un des pionniers de l'enregistrement musical sur disque en Polynésie. Ils ont voyagé à travers les archipels pour enregistrer les artistes locaux qui, pour la plupart, n'avaient jamais vu un microphone. En 1948, Eddie Lund créa Tahiti Records, qui au début produit et édite des 78 tours. Certaines de ses premières productions furent utilisées dans le film Tanga Tika de Dwight Long en 1953 en même temps que des compositions de Les Baxter, artiste américain représentatif de la "culture tiki", phénomène particulièrement en vogue aux États-Unis entre les années 1920 et 1960. Artistes dévoués à la culture musicale polynésienne, Eddie Lund et Gaston Guilbert ont su saisir et inspirer des créations aussi bien originales que traditionnelles.

## Discographie
Les albums d'Eddie Lund et de ses différents orchestres ont été essentiellement publiés sur disques en vinyle en 33 tours, super 45 tours et 45 tours. Ils sont encore assez activement échangés sur le marché de l'occasion. En format numérique, ses œuvres sont aujourd'hui uniquement disponibles en compilations.
Eddie Lund a écrit et composé de nombreuses chansons et produits de nombreux artistes. De nombreux disques du label Tahiti Records portent la mention "Eddie Lund presents…" au dos de la pochette, sans qu'il y soit nécessairement interprète. Seuls les disques comprenant des morceaux interprétés ou co-interprétés par Eddie Lund ou bien par Eddie Lund et un de ses orchestres sont inclus ci-après.

### Albums du groupe

#### 33 tours
- Tahiti Dances (Tahiti TR-201, Tahiti EL-1001, Viking VP 189) : par Eddie Lund and His Tahitians
- 1954 : Rendezvous In Tahiti (Decca DL-8189, Festival FL-7134) : par Eddie Lund and His Tahitians
- 1954 : Rendezvous à Tahiti (Tahiti EL-1002) : par Eddie Lund and His Tahitians
- Call Of The Coral Isles (Tahiti EL-1004) : par Eddie Lund and His Tahitians
- 1959 : Lure Of Tahiti (Viking VP 14) : par Eddie Lund and His Tahitians
- 1961 : L'Écho d’un lointain lagon (Tahiti EL-1006) : par Eddie Lund and His Tahitians
- 1961 : Echoes From A Distant Lagoon (Viking VP 40) : par Eddie Lund and His Tahitians
- 1961 : Meet Me In Tahiti (Tahiti ELS-1008, Tahiti VSP 5, Viking VP 21) : par Eddie Lund and His Tahitians
- 1961 : Haka Moko (Tahiti EL-1010, Tahiti VSP 8, Viking VP 56) : par Eddie Lund and His Tahitians
- 1962 : Make Mine Tahitian (Tahiti EL-1012) : par Eddie Lund and His Native Tahitians
- 1962 : Let's Dance Tahitian (Viking VP 60) : par Eddie Lund and His Tahitians
- 1965 : Mai Tai Time (Tower T 5001) : par Eddie Lund Organ and Quartet
- 1971 : Tahitian Guitar (Viking VP 346) : par Eddie Lund and His Tahitians
- Tahiti Dances – Vol. 2 (Tahiti) : par Eddie Lund and His Native Tahitians
- Island Dream Music (Tahiti EL-1034) : par Eddie Lund and His Tahitians
- Paumotu Guitar (Tahiti EL-1036) : par Eddie Lund and His Tahitians
- Teura Vahine (Tahiti EL-1038) : par Eddie Lund and His Tahitians
- Souvenirs de paradis (Tahiti ELS-1039) : par Eddie Lund and His Tahitians

#### 45 tours et super 45 tours
- 1955 : Rendezvous In Tahiti (Decca ED-763) : par Eddie Lund and His Tahitians
- 1958 : Chululu – Samoa Silasila (Viking V66-4) : par Eddie Lund and His Tahitians
- 1958 : Isa Lei (Fijian Farewell Song) – Hoe Ana (Rarotongan Canoe Song) (Viking V66-6) : par Eddie Lund and His Tahitians
- 1962 : Adieu aux îles – Island Songs Of Farewell (Tahiti EP 109) : par Eddie Lund
- 1962 : Tahiti… mon amour (Viking VE 80) : par Eddie Lund and His Tahitians
- Doll Tahitienne (Viking VE 96) : par Eddie Lund and His Tahitians
- Dansez le tamouré ! Nº2 – Le Twist de Tahiti – Sélection Club St-Hilaire (Viking Vega V45 P2230) : les quatre morceaux sont interprétés par Eddie Lund accompagné du Tahiti Nui Club
- Dansez le tamouré ! Nº4 – Au Club Saint-Hilaire (Viking Vega V45 P2239) : par Eddie Lund and His Tahitians
- Otea Tiare Tahiti (Viking VE 185) : par Eddie Lund and His Tahitians

### Albums du groupe en collaboration

#### 33 tours
- To The South Seas (Tahiti EL-1003) : l'album est une compilation de chants traditionnels du Pacifique interprétés par Eddie Lund and His Tahitians featuring Mila Spitz
- I Remember Tahiti (Tahiti EL-1005) : par Eddie Lund and His Tahitians and Mila

#### 45 tours et super 45 tours
- 1958 : Te Manu Pukarua – Tahiti Nui (Tahiti 179) : "Te Manu Pukarua" en face A est interprété par Eddie Lund and His Tahitians et "Tahiti Nui" en face B est interprété par Mila avec L'Orchestre Eddie Lund
- 1958 : Tahiti Nui – Te Manu Pukarua (Viking V66-7) : "Tahiti Nui" en face A est interprété par Mila avec L'Orchestre Eddie Lund et "Te Manu Pukarua" en face B est interprété par Eddie Lund and His Tahitians
- 1959 : Jumpin' At The Bar Lea (Viking VE 39) : par Eddie Lund and The Bar Lea Orchestra
- 1960 : Maori Lullaby – Farewell (For Just A While) (Viking VS 37) : "Maori Lullaby" en face A est interprété par The Maori Maids with Eddie Lund and His Tahitians et "Farewell (For Just A While)" en face B est interprété par George Tumahai and The Maori Maids with Eddie Lund and His Tahitians
- Pata Uta U – Tau Hoa Here (Tahiti 104) : "Pata Uta U" en face A est interprété par Neti et Fati avec Eddie Lund et Son Orchestre Tahitien et "Tau Hoa Here" en face B est interprété par Eliane avec Eddie Lund et Son Orchestre Tahitien
- To Reo Iti Maru – Samao Silasila (Tahiti 127) : "To Reo Iti Maru" en face A est interprété par Phyllis avec L’Orchestre Eddie Lund et "Samao Silasila" en face B est interprété par Mila avec L’Orchestre Quinn’s Tahitian Hut
- Te Otue Atea E – Toku Tokaringa (Tahiti 154) : par Emma avec L'Orchestre Eddie Lund
- To To To E – Tiare (Tahiti 179) : "To To To E" en face A est interprété par Bimbo avec L'Orchestre Eddie Lund et "Tiare" en face B est interprété par Mila avec L'Orchestre Eddie Lund

### Compilations

#### 33 tours
- 1957 : Your Musical Holiday In The South Seas (Decca DL-8608, Brunswick LAT-8233[18] : c’est une des compilations d’une série "Your Musical Holiday In…" produite par Decca et dont les morceaux sont interprétés par Eddie Lund and His Tahitians
- 1962 : The Mutiny Drums Play Sharkskin Concerto (Tahiti EL-1011) : la face A du disque comprend quinze morceaux interprétés par The Pagan Polynesian Percussion ; la face B du disque comprend six morceaux interprétés par Eddie Lund and His Tahitians
- 1962 : Tahitian Paradise (ABC-Paramount ABCS-444, Ampar ML-31055)[19] : le disque comprend neuf morceaux interprétés par Eddie Lund and His Tahitians, Loma with Eddie Lund and His Tahitians, Lafine with Eddie Lund and His Tahitians, entrecoupés de morceaux de percussions interprétés par Mutiny On The Bounty Drummers et d’un morceau de chant interprété par The Bora Bora Ceremonial Singers
- 1963 : South Sea Island Festival (Tahiti EL-1013) : album enregistré en public à Auckland, comprenant cinq morceaux d’Eddie Lund and The Tahiti Nui Club, sept morceaux de Daphne Walker (en) with Bill Sevesi (en), deux morceaux des Pacific Teenagers and Bill Sevesi (en) et deux morceaux des Samoan Surfriders (en)
- 1963 : Tahiti Meets Manihiki (Tahiti EL-1015) : la face A du disque comprend sept morceaux interprétés par Eddie Lund and His Tahitians ; la face B du disque comprend huit morceaux interprétés par Will Crummer (en) and The Seastars
- 1965 : James Michener's Favorite Music Of The South Sea Islands (RCA Victor LSP-2995, RCA Victor LPM-2995) : la compilation comprend deux morceaux, "Tumu Mikimiki (Ia Neke)" et "Tahiti Nui", interprétés par Marie and Teaitu Mariterangi with Eddie Lund and His Tahitians, et un morceau, "Samoa Silasila", interprété par Celia and Melia Mariterangi with Eddie Lund and His Tahitians
- For Beachcombers Only (Tahiti EL-1024) : par Eddie Lund and His Tahitians, Sam Koki and The Islanders, Loma and The Barefoot Boys et Daphne Walker (en) and The Kiwis.
- 1970 : All Time Tahitian Favorites Volume One (Tahiti EL-1031) : par Eddie Lund and His Tahitians
- 1970 : All Time Tahitian Favorites Volume Two (Tahiti EL-1032) : par Eddie Lund and His Tahitians
- Tahiti… à la Belle Époque (Tahiti VSP 7) : par Eddie Lund and His Tahitians

#### 45 tours et super 45 tours
- 1958 : Bully Beef – Farewell For A While (Viking V66-9) : le disque de deux morceaux comprend "Farewell For A While" interprété par Mila with Eddie Lund and His Tahitians
- 1959 : Tahiti! (Viking V126-25) : le disque de quatre morceaux comprend "Big Tahiti – Tahiti Nui" interprété par Mila with Eddie Lund and His Tahitians
- 1959 : Tahiti Dances (Viking V126-26) : le disque de quatre morceaux comprend "Chululu" interprété par Eddie Lund and His Tahitians et "Farewell For A While – Te Moi Nei" interprété par Mila with Eddie Lund and His Tahitians
- 1961 : Songs Of The South Seas (Astor AE12) : le disque de cinq morceaux comprend "Patu Patu Ake" interprété par Eddie Lund and His Tahitians
- Ragoût de pommes de terre – Tahiti Nui (Viking V139) : le disque de deux morceaux comprend "Tahiti Nui" interprété par Mila avec L’Orchestre Eddie Lund
- Mauruuru A Vau (Farewell) – Hoe Ana (Tahiti 176) : le disque de deux morceaux comprend "Maruuru A Vau (Farewell)" interprété par The Eddie Lund Tahitian Singers
- Tahiti… je t'adore (Tahiti) : le disque de quatre morceaux reprend les chansons "Anaa E", "Puaatoro Hellaby", "Chululu" et "Patautau", extraites respectivement de "Call Of The Coral Isles", "Rendezvous In Tahiti", "To The South Seas" et "Tahiti Dances" et interprétées par Mila
- Cheri Iti E – Na Vai Te Manu (Tiki 191) : le disque de deux morceaux comprend "Cheri Iti E" interprété par Loma avec L'Orchestre Eddie Lund

### Chansons à succès
| Version tahitienne | Traduction française |
| --- | --- |
| E mauruuru a vau (te tiare Tahiti) (quatre fois) 'Aue te mauiui rahi i to revaraa na te ara 'Aue te aroha i to'u mau hoa e tau'i here E tae noatu'ai te mahana e hoi mai a vau Ei reira tatou e himene faahou : E mauruuru a vau | Je remercie (le tiaré Tahiti) (quatre fois) La douleur de partir dans le vaste monde est grande Je vais vous regretter mes amis mon amour Mais viendra le jour de mon retour Et là nous rechanterons ensemble : Je remercie |